# Статуэтка

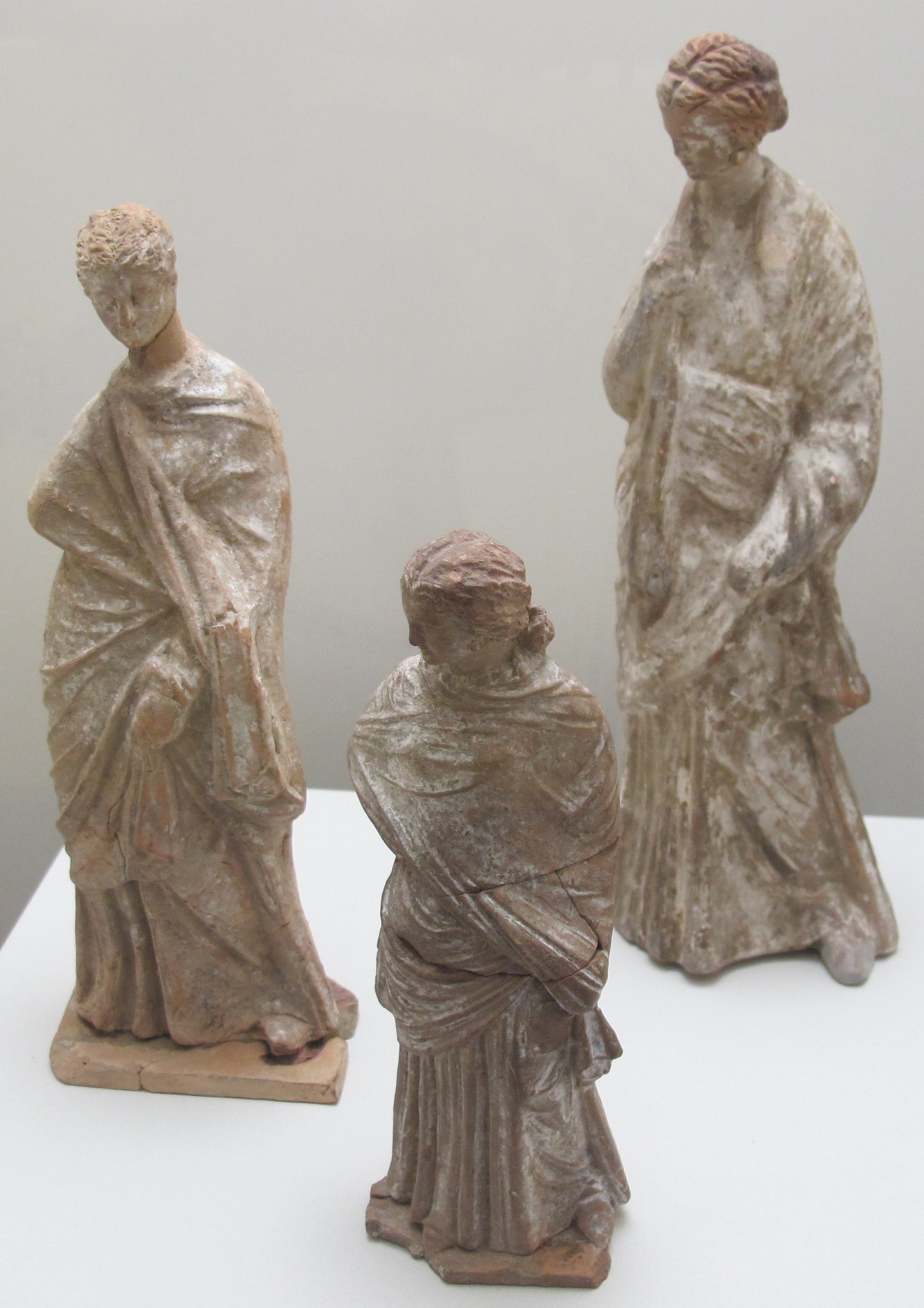
Танагрские статуэтки IV-III вв. до н.э.

Статуэ́тка (фр. statuette, от лат. statua — маленькая статуя) — небольшая скульптура, выполненная из дерева, кости, глины, камня, металла и других материалов, изображающая антропоморфные образы, фигуры животных, неодушевлённые и абстрактные предметы. Относится к скульптуре малых форм, то есть высотой не более 80 см и длиной не более 1 м. Статуэтки могут иметь множество назначений — от культового до утилитарного. В настоящее время статуэтки широко используются в качестве сувениров, комнатных украшений, детских игрушек и наград  для     лауреатов премий.
Статуэтки появляются ещё в первобытном обществе, например, Венера Виллендорфская, изготовленная примерно за 22-24 тысячи лет до нашей эры или фигурки тотемных животных. В древних цивилизациях статуэтки часто изображали божества и служили в культовых целях. В Древнем Египте особые статуэтки ушебти использовались в погребальном ритуале.
В Европе всплеск интереса к малой скульптуре пришелся на эпоху Ренессанса, когда искусство вышло из-под власти церкви и статуэтка стала рассматриваться только в качестве интерьерного украшения, не ограничиваясь религиозной тематикой. Своего пика он достиг в XV—XVI веках в Италии.
В Японии со средних веков до периода Мэйдзи сложились школы резчиков прикладных фигурок-нэцкэ и комнатных статуэток окимоно.

## Широко известные статуэтки
Культовые
- Палеолитические венеры

Настольные игры
- Шахматы

Игрушки
- Солдатик
- Матрёшка
- Неваляшка
- Дымковская игрушка

Премии
- Оскар (премия)
- Ника (кинопремия)

Разное
- Дух Экстаза — накапотное украшение автомобилей марки Rolls-Royce
- Семь слоников
- Нэцкэ

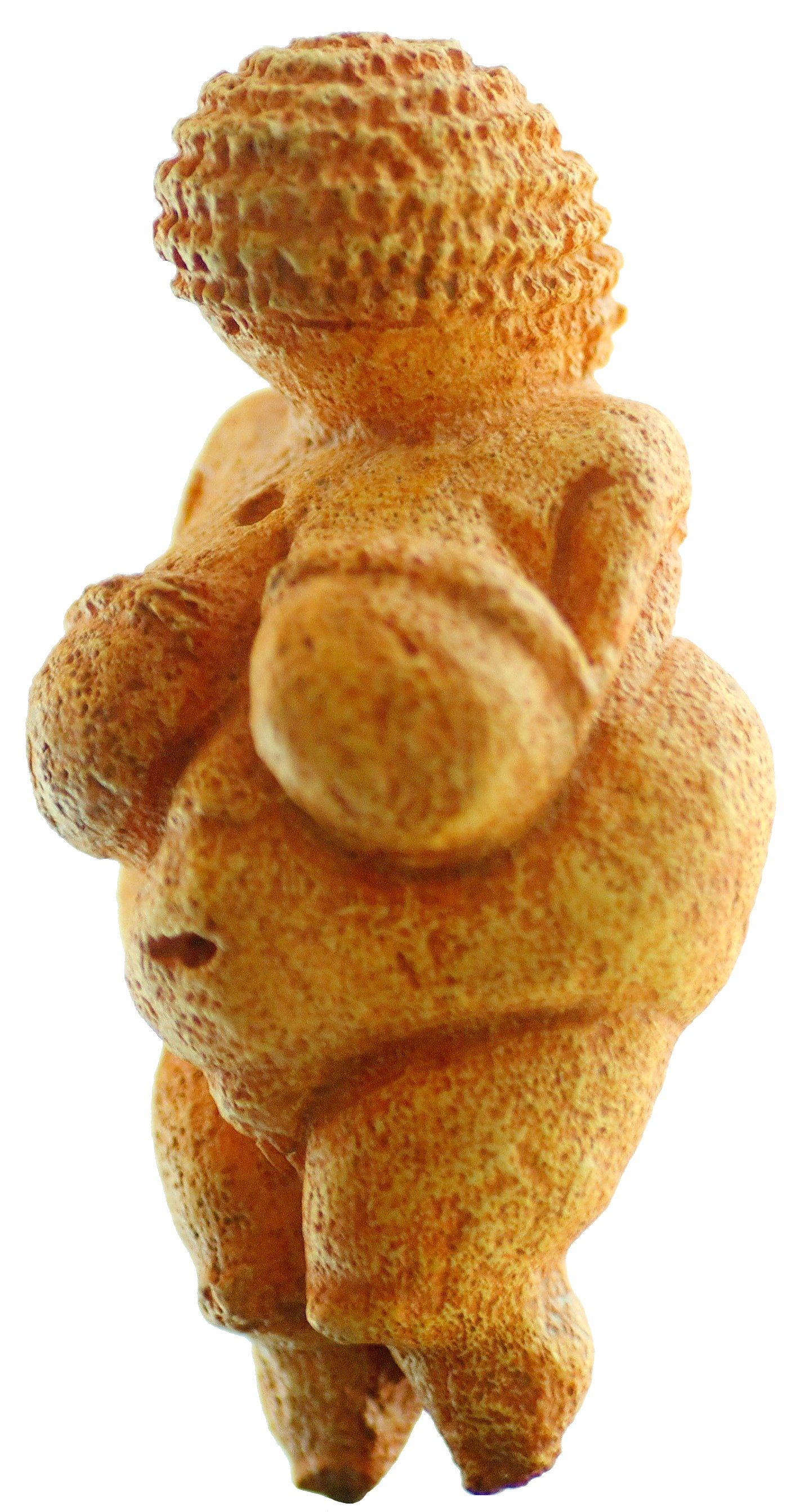
Венера Виллендорфская, изготовлена примерно за 22-24 тысячи лет до нашей эры
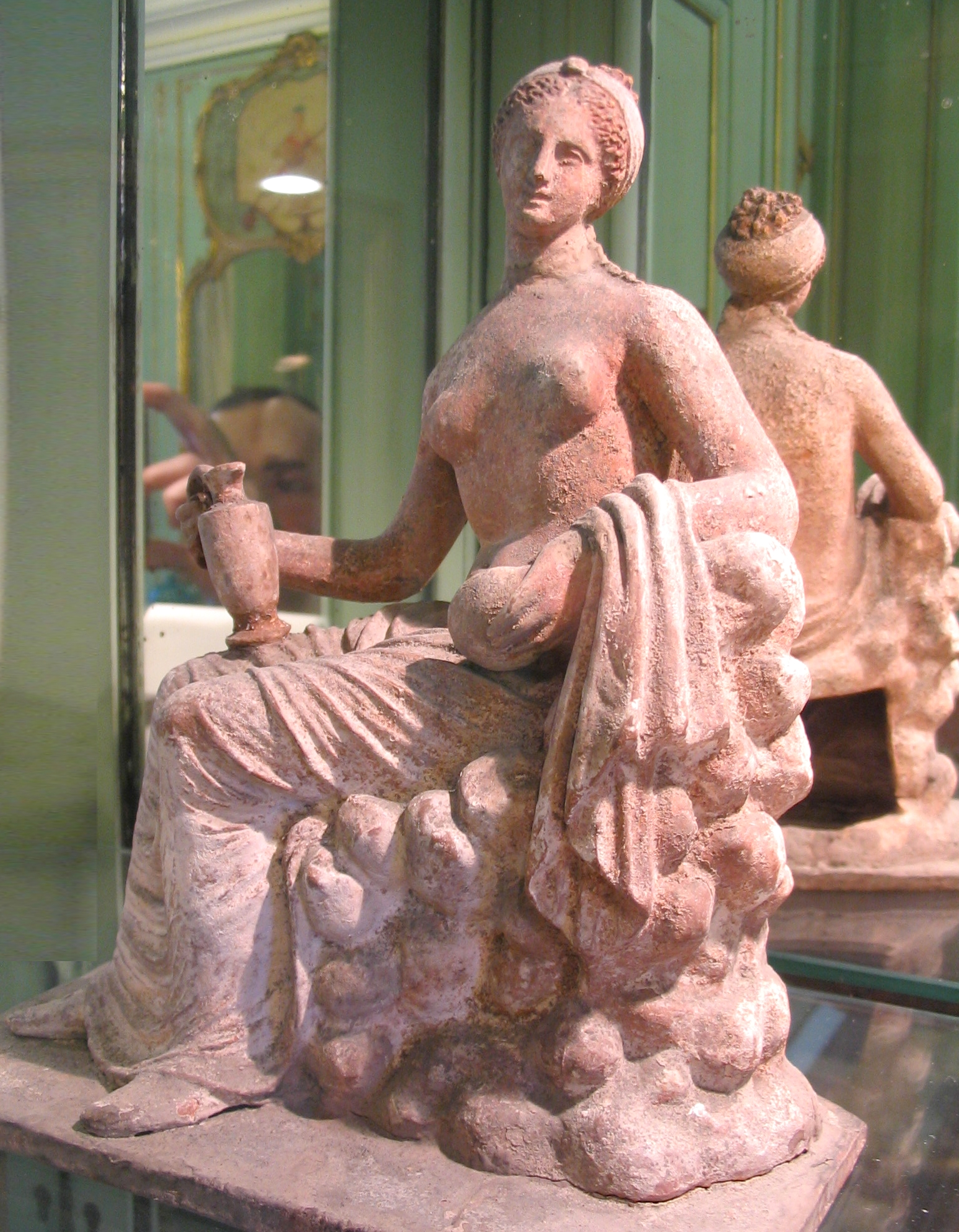
Танагрская статуэтка эпохи эллинизма
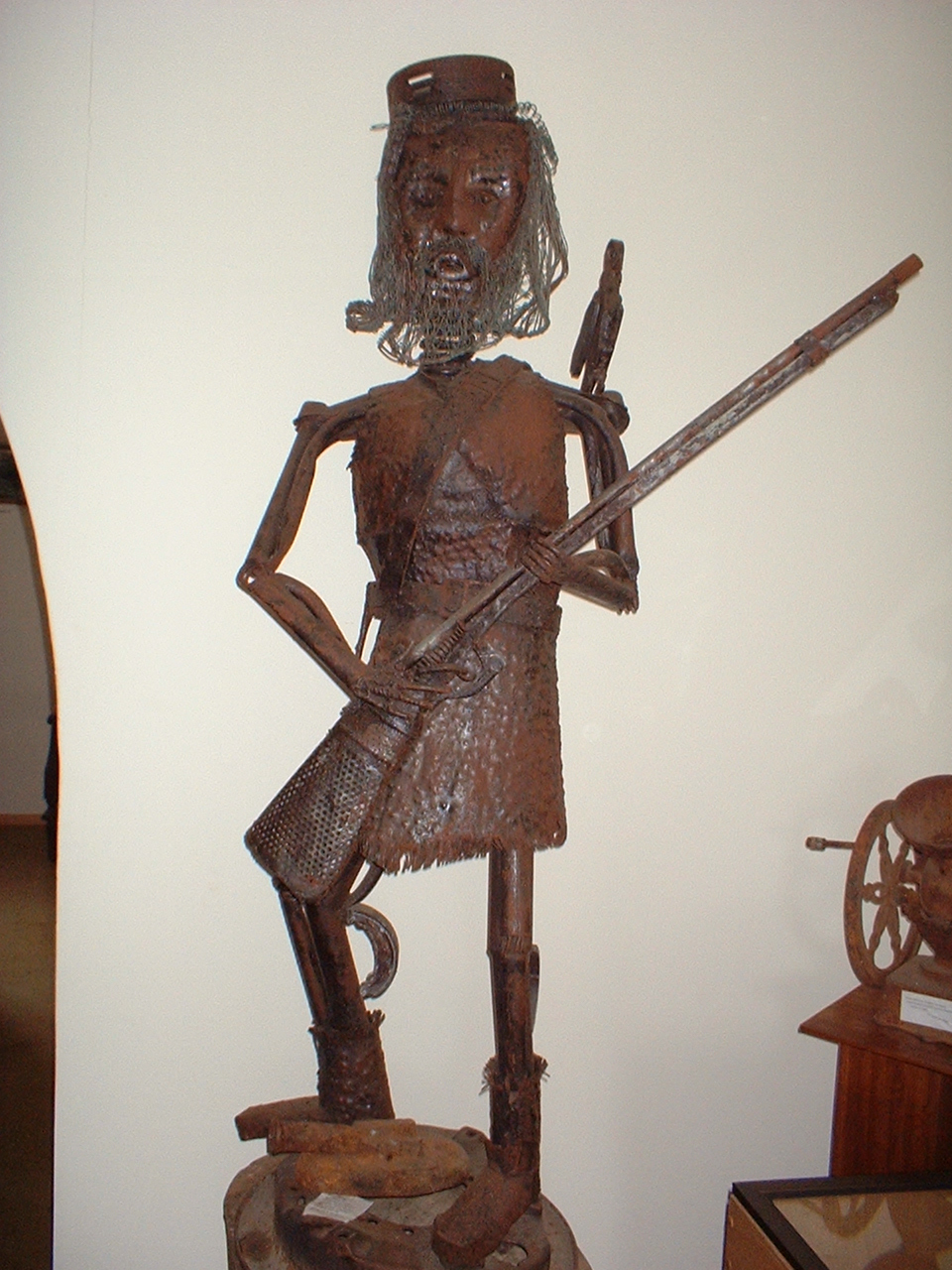
Статуэтка, изображающая Александра Селкирка
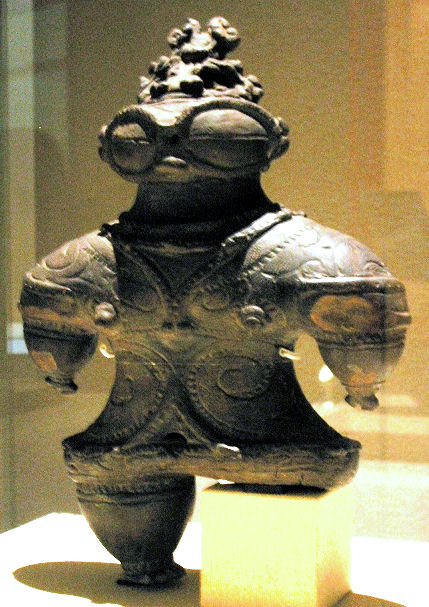
Статуэтка догу (Национальный музей Токио)
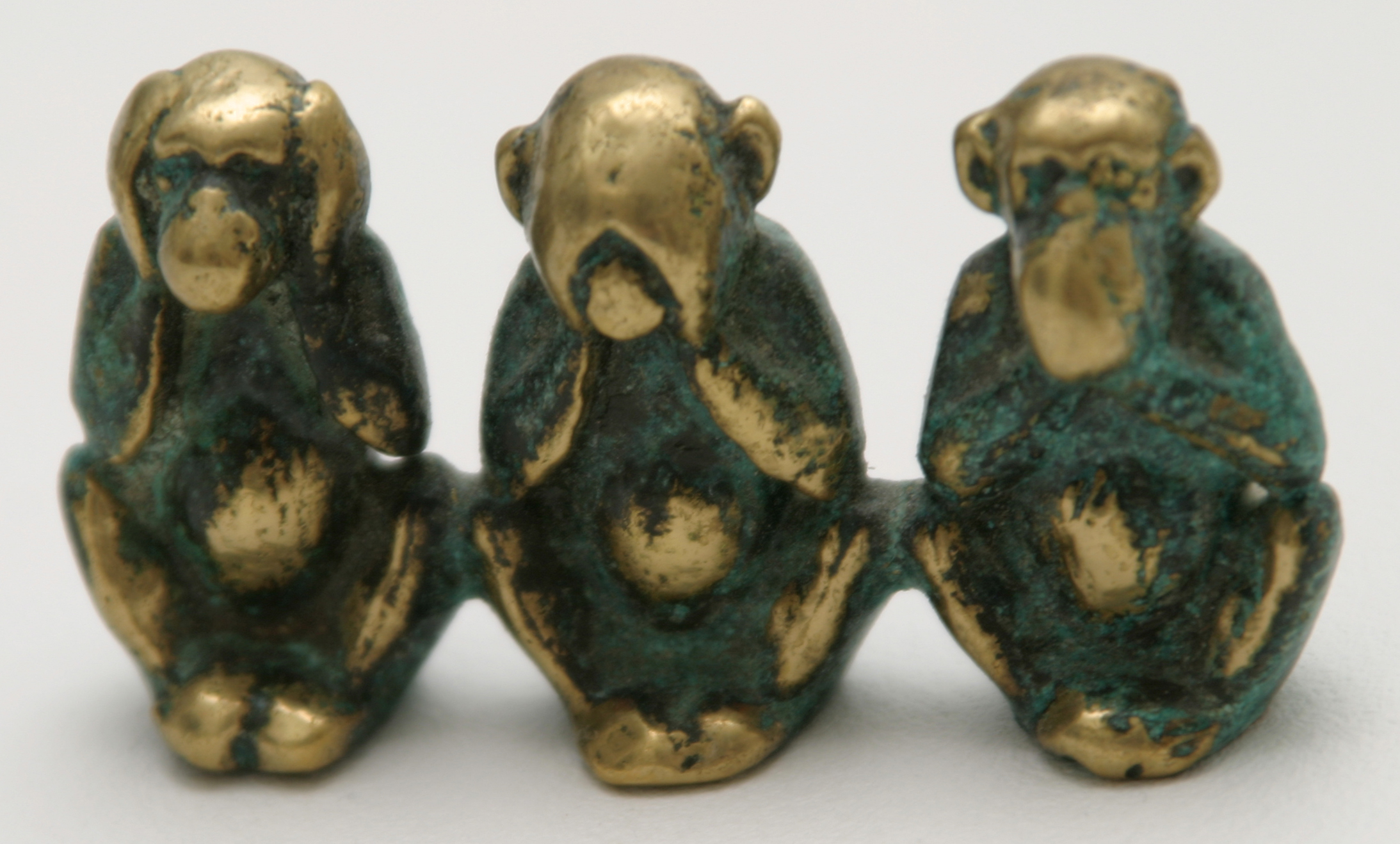
Три обезьяны
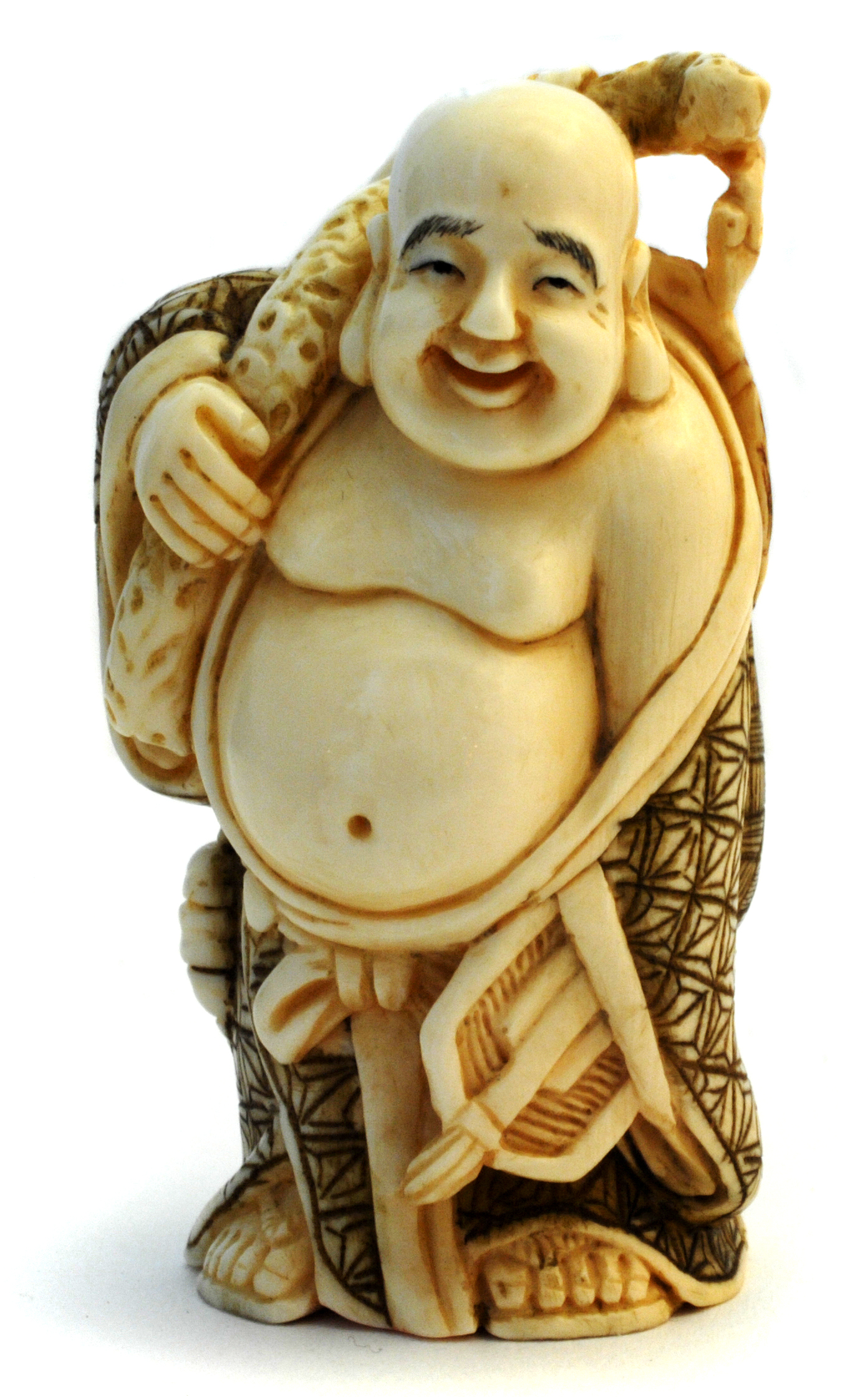
Нэцкэ, изображающее Хотэя, слоновая кость, современная работа
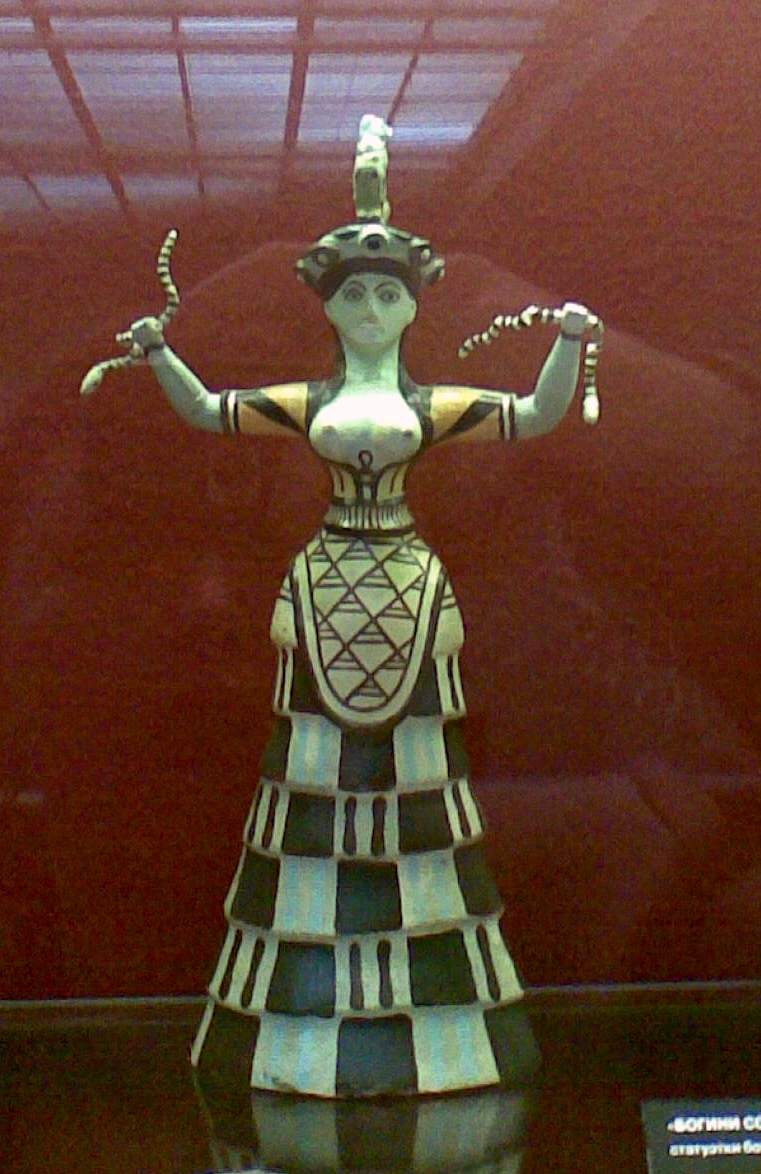
Богиня со змеями, вотивная статуэтка, Крит, 1600 г. до н. э.
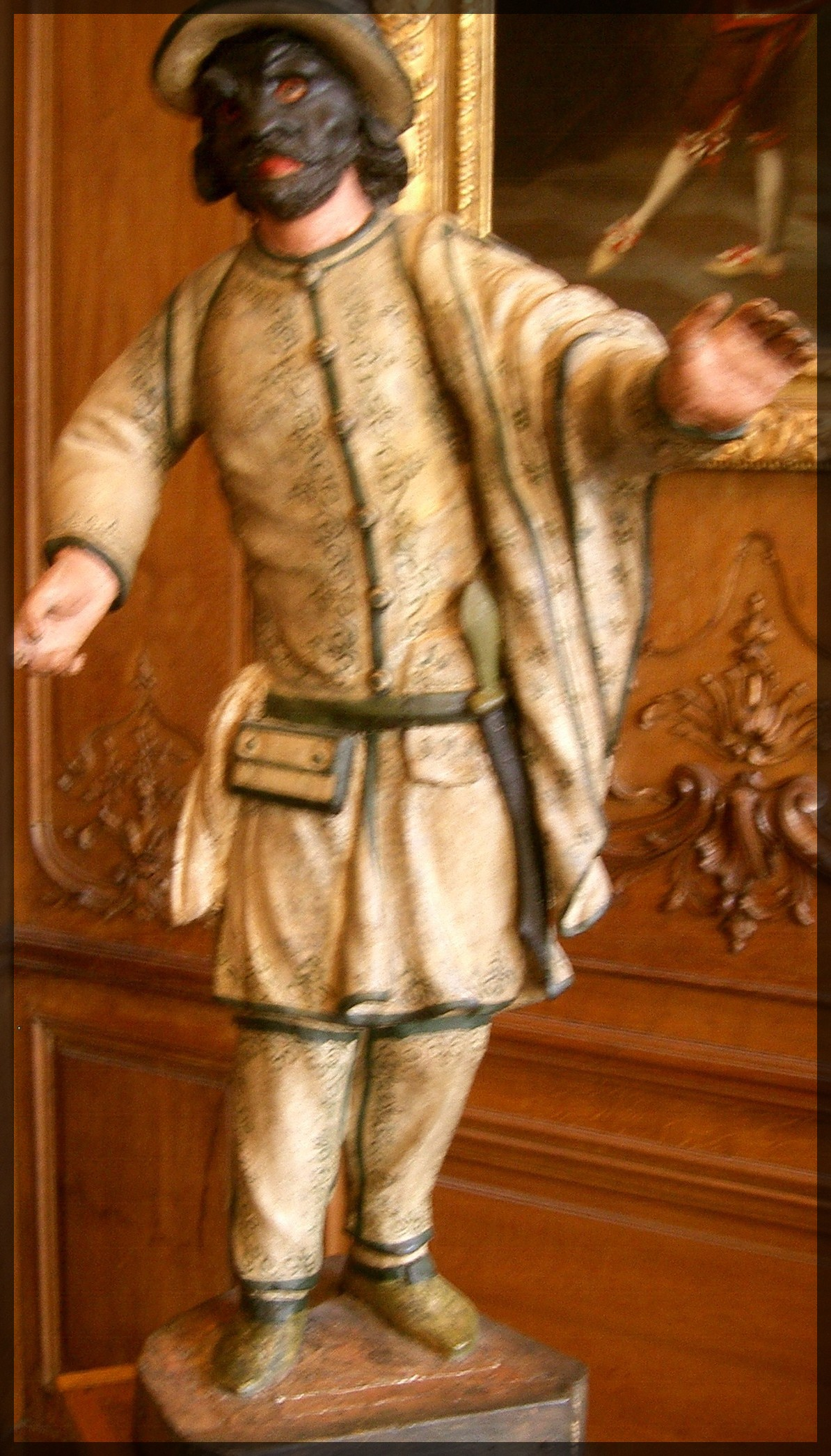
Бригелла, статуэтка  XVIII в.
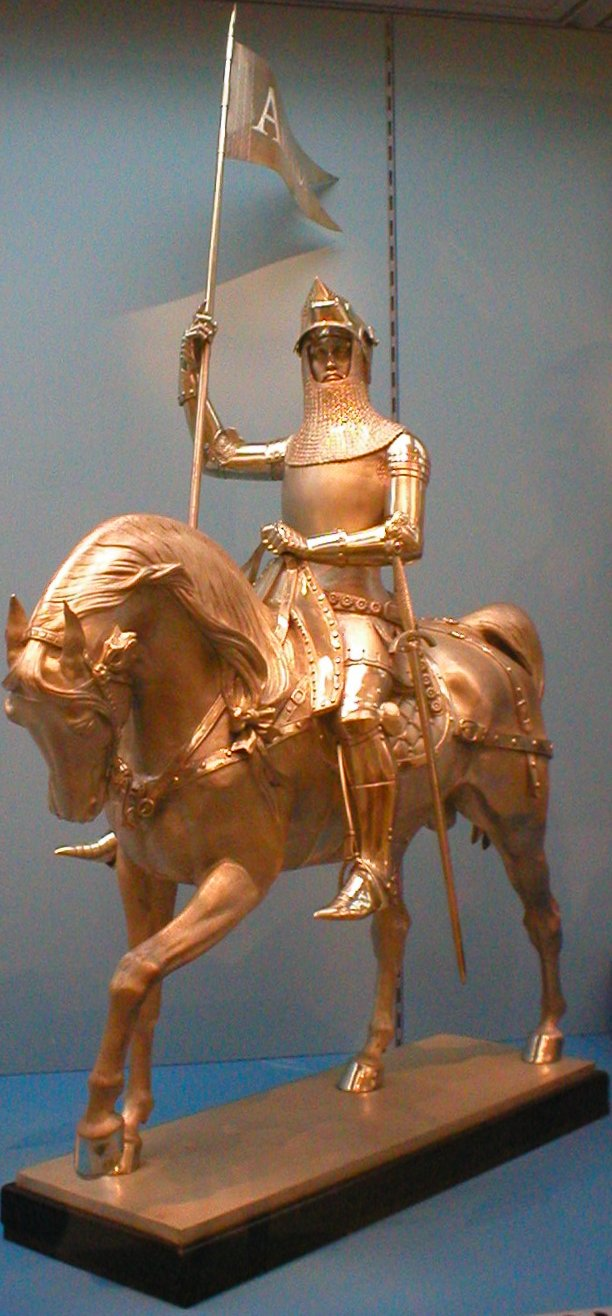
Статуэтка рыцаря
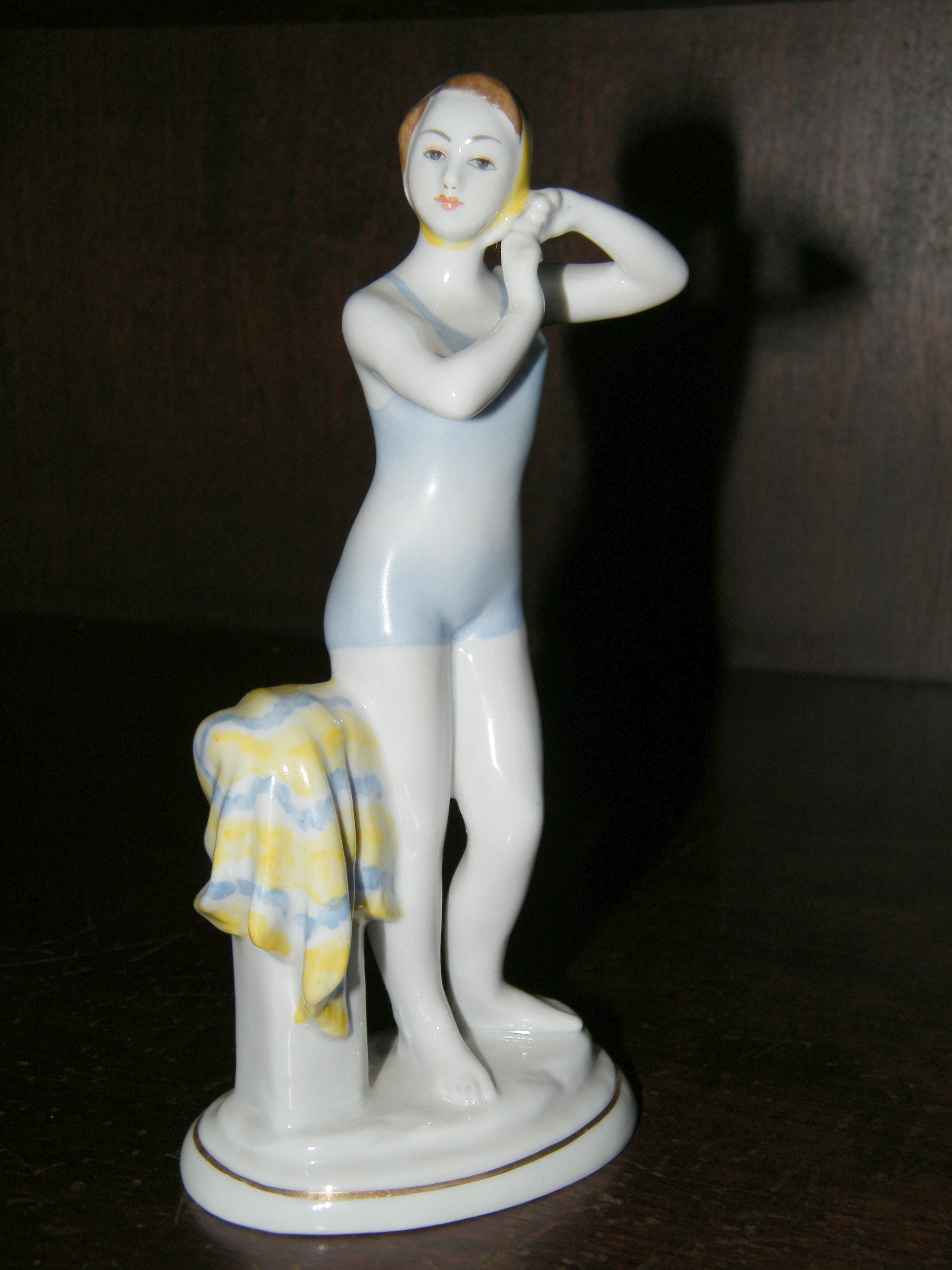
Девушка после купания. (Фарфор, Ленинградский фарфоровый завод), 60-е годы.